# Cal Patrots
Cal Patrots, o Petrots és un edifici del Pla del Penedès (Alt Penedès) protegit com a bé cultural d'interès local.

## Descripció
És un edifici entre mitgeres, situat a l'interior del nucli urbà del Pla del Penedès. Fa cantonada, està compost de planta baixa, dos pisos i terrat. Al primer pis hi ha balcons i tribunes als dos angles de les tres façanes lliure. La composició de l'edifici és simètrica. Són remarcables els elements ornamentals (motllures, ferros, ràfec, ...). El llenguatge arquitectònic utilitzat és el modernisme.
La Casa Patrots va ser projectada per l'arquitecte Antoni Pons i Domínguez.